# Википедия на иврите
Ивритская Википедия (ивр. ויקיפדיה: האנציקלופדיה החופשית‎) — раздел Википедии на иврите.

## Статистика
По состоянию на 16 июля 2025 года раздел Википедии на иврите содержит 379 131 статей. Зарегистрировано 1 214 814 участников, из них 6337 совершили какое-либо действие за последние 30 дней, 27 участников имеют статус администратора. Общее число правок составляет 41 382 809.

### Глубина
Качество Википедии в целом измерить непросто. Одним из относительных показателей развитости отдельных языковых разделов, который было предложено использовать ещё в 2006 году, является так называемая «глубина». При расчёте «глубины» принимается во внимание соотношение между служебными страницами и статьями в общем количестве страниц языкового раздела, а также среднее количество правок на каждую статью. Ивритская Википедия по этому показателю уступает лишь пяти из всех языковых разделов, содержащих более 10 000 статей.

## История
- 11 мая 2001: анонсировано создание раздела на иврите по адресу hebrew.wikipedia.org[3].
- 8 июля 2003: открытие раздела на иврите.
- 25 октября 2003: 1000 статей.
- 22 июля 2004: первая вики-встреча участников в Тель-Авиве (Израиль).
- 10 сентября 2004: 10 000 статей.
- 20 сентября 2004: статья דגל קזחסטן (Флаг Казахстана) стала миллионной статьёй во всей Википедии.
- 29 мая 2005: ивритская Википедия перешла рубеж 20 тысяч статей.
- 3 июля 2006: 40 000 статей.
- 24 декабря 2006: ивритская Википедия вошла в символический «клуб-50000».
- 10 января 2010: 100 000 статей.
- 29 августа 2013: 150 000 статей.
- 29 декабря 2016: 200 000 статей.
- 14 сентября 2019: 250 000[4].
- 3 августа 2021: 300 000 статей.

## Использование в обществе и в просвещении
Википедия на иврите является одним из основных сетевых источников информации на этом языке и в связи с этим часто упоминается в средствах массовой информации. 2 февраля 2010 года в Комиссии по науке кнессета прошло слушание о важности Википедии для израильского общества и просвещения.
Википедия на иврите используется в учебных целях в нескольких вузах Израиля. Обычно в рамках таких проектов лекторы задают студентам в качестве курсовых работ написание статей о темах пройденного курса. Подобные проекты проводились по физике, юриспруденции, математике и по другим дисциплинам. С 2018 года в Тель-Авивском университете читается курс «От Web 2.0 Web к 3.0, от Википедии к Викиданным» (ивр. מווב 2.0 לווב 3.0, מוויקיפדיה לוויקידאטה‎).